# Julio Cepeda
Julio Cepeda Garza (* 20. Dezember 1932 in Monterrey) ist ein ehemaliger mexikanischer Radrennfahrer.

## Sportliche Laufbahn
Bei den Olympischen Sommerspielen 1952 in Helsinki schied er im olympischen Straßenrennen beim Sieg von André Noyelle aus. Die mexikanische Mannschaft kam in der Mannschaftswertung nicht in die Wertung. 1952 wurde er in der heimischen Mexiko-Rundfahrt Zweiter.